# 서울 서바이버스
서울 서바이버스(Seoul Survivers)는 1978년 창단한 대한민국의 럭비 유니온 팀이다. 서해 컵, 코리아 텐스 등의 대회에 참가하며 서울을 연고지로 하여 잠원 운동장을 홈구장으로 사용한다.